# Kazimierz Kalinowski (kolarz)

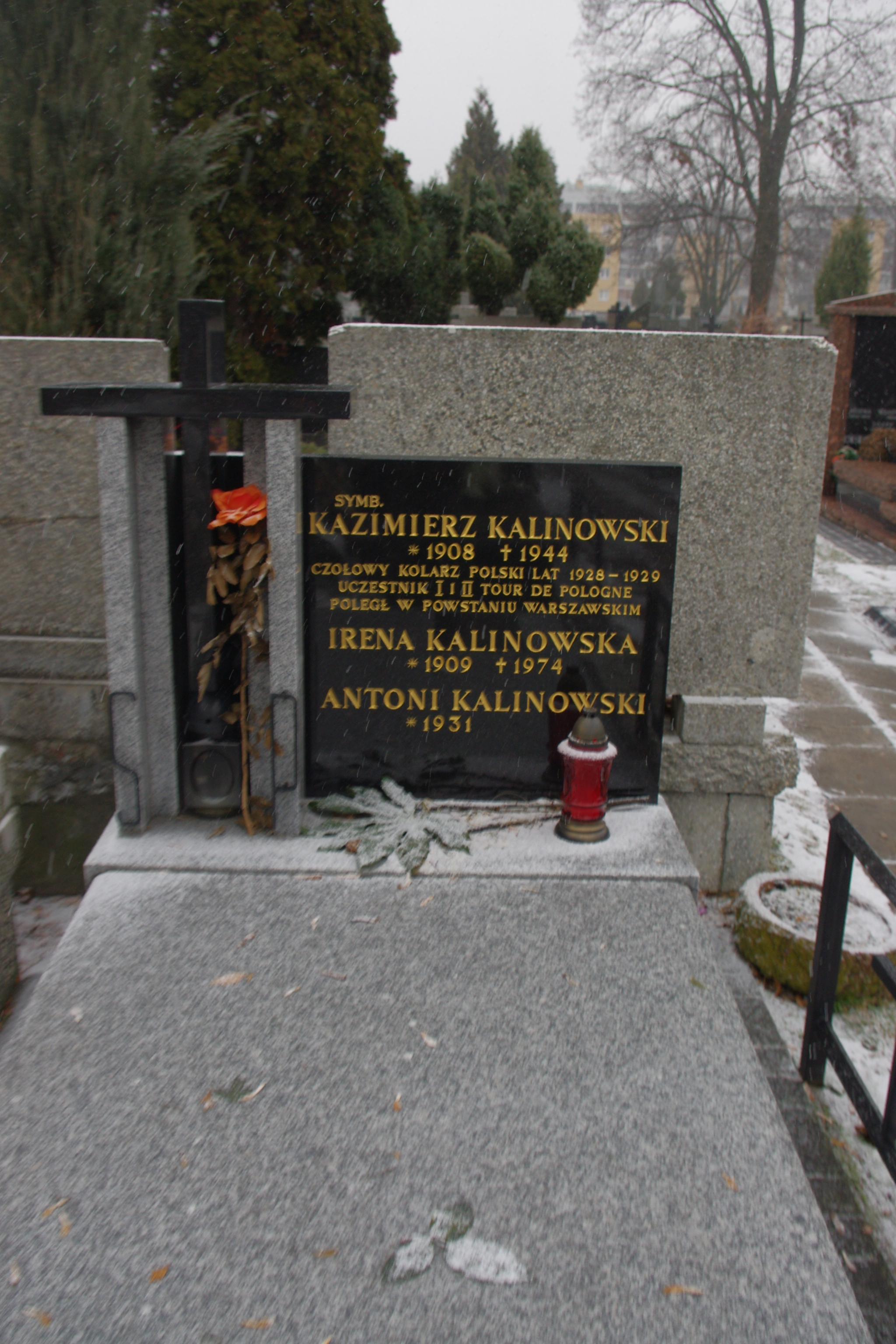
Grób symboliczny kolarza Kazimierza Kalinowskiego na Cmentarzu Wawrzyszewskim w Warszawie

Kazimierz Kalinowski (ur. 23 stycznia 1908, zm. 1944) – polski kolarz, członek Warszawskiego Towarzystwa Cyklistów, jeden z czołowych polskich kolarzy lat 1928–1929, uczestnik I i II Tour de Pologne.
Żołnierz AK. Uczestnik powstania warszawskiego – walczył na Starym Mieście, poległ w reducie na terenie Banku Polskiego przy ul. Bielańskiej. Jego symboliczny grób znajduje się na Cmentarzu Wawrzyszewskim w Warszawie.